# Тирес
Тирес (итал. Tires) је насеље у Италији у округу Болцано, региону Трентино-Јужни Тирол.
Према процени из 2011. у насељу је живело 406 становника. Насеље се налази на надморској висини од 1022 м.

## Становништво
Према резултатима пописа становништва 2011. у општини је живело 967 становника.
| 1931. | 1936. | 1951. | 1961. | 1971. | 1981. | 1991. | 2001. | 2011. |
| ----- | ----- | ----- | ----- | ----- | ----- | ----- | ----- | ----- |
| 774   | 790   | 774   | 772   | 814   | 823   | 834   | 884   | 967   |